# ゴースパダ

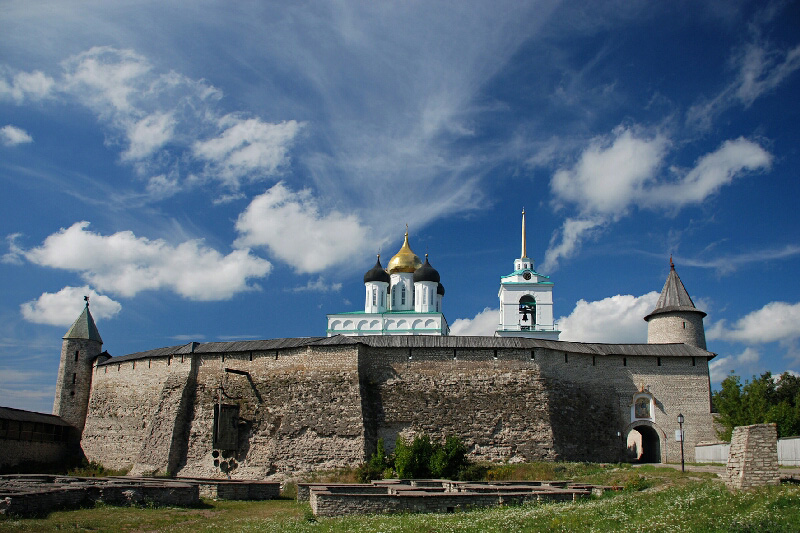
プスコフのクレムリ（ゴースパダの在所）

ゴースパダまたはオースパダ(ロシア語: Господа , Оспода) は、プスコフ共和国の司法と世俗の行政を担った機関。上層職人、ポサードニク、クニャージ、ソートニクによって構成されていた。ノヴゴロド共和国には、類似した組織としてソヴェート・ゴースパトが存在した。これは古代ローマの元老院に似ていて、民会であるヴェーチェの上位に置かれた組織だった。